# Humanes de Madrid
Humanes de Madrid er en by og kommune i det centrale Spanien i Madrid-regionen. Den har et indbyggertal på 20.074 (2024) indbyggere.